# Miosson
Die Miosson ist ein Fluss in Frankreich, der im Département Vienne in der Region Nouvelle-Aquitaine verläuft. Sie entspringt im Gemeindegebiet von Vernon, entwässert in vielen Mäandern generell Richtung Nord bis Nordwest und mündet nach rund 33 Kilometern knapp südlich von Poitiers, im Gemeindegebiet von Saint-Benoît, als rechter Nebenfluss in den Clain.

## Orte am Fluss
(Reihenfolge in Fließrichtung)
- Gizay
- Nieuil-l’Espoir
- Nouaillé-Maupertuis
- Saint-Benoît